# Jamner
Jamner ist eine Stadt im indischen Bundesstaat Maharashtra. Die Stadt liegt am Ufer des Flusses Hivra.
Die Stadt ist Teil des Distrikts Jalgaon. Jamner hat den Status eines Municipal Council. Die Stadt ist in 20 Wards gegliedert. Sie hatte am Stichtag der Volkszählung 2011 467.62 Einwohner, von denen 24.270 Männer und 22.492 Frauen waren. Hindus bilden mit einem Anteil von über 62 % die Mehrheit der Bevölkerung in der Stadt. Muslime bilden eine Minderheit von 29 %. Die Alphabetisierungsrate lag 2011 bei 83,05 % und damit deutlich über dem nationalen Durchschnitt.